# انقلاب سودان
در ۱۹ دسامبر ۲۰۱۸، مجموعه تظاهراتی در چندین شهر سودان به دلیل هزینه‌های زندگی و بدتر شدن شرایط اقتصادی در تمام سطوح جامعه رخ داد. تظاهرکنندگان درخواست‌های فوری مبنی بر بازبینی نظام اقتصادی کشور را داشتند و از جمله درخواست‌هایشان، کناره‌گیری عمر حسن البشیر بود.
واکنش خشن دولت در برابر این تظاهرات صلح‌آمیز، توجه جهانی را معطوف به این تظاهرات کرد. در ۲۲ فوریه ۲۰۱۹، البشیر وضعیت اضطراری اعلام کرده و دولت‌های ملی و منطقه‌ای را به دولت نظامی و افسران سرویس اطلاعاتی تبدیل کرد. در ۸ مارس، البشیر اعلام کرد که تمام زنانی که به خاطر این اعتراضات بازداشت شده‌اند، آزاد خواهند شد. در آخر هفته ۶–۷ آوریل، تظاهرات عظیمی برای نخستین بار پس از اعلام وضعیت اضطراری برگزار شد. در ۱۰ آوریل، سربازان در حال دفاع از مردم در برابر نیروهای امنیتی بودند و در ۱۱ آوریل، نیروهای نظامی، البشیر را سرنگون کردند.

## رد طرح ارتش از طرف مخالفان
در ۴ ژوئن ۲۰۱۹ در پی پیشنهاد ارتش مبنی بر برگزاری انتخابات طی ۹ ماه آینده، مخالفان با برقراری تحصنی در سودان آنرا رد کردند که با حمله نیروهای امنیتی به این تحصن در مقابل مقر فرماندهی ارتش حداقل ۱۰۰ نفر کشته و صدها نفر زخمی شدند.
اجساد ۴۰ نفر از رودخانه نیل در خارطوم، پایتخت سودان گرفته شده‌است که توسط نیروهای واکنش سریع وابسته به دولت به نقاط نامعلومی برده شده‌اند.